# 1896年威廉·麦金莱竞选美国总统
1896年，俄亥俄州前州长、共和党候选人威廉·麦金莱在大选中战胜民主党和人民党候选人威廉·詹宁斯·布莱恩及其他多位小党派候选人，成为第25任美国总统。在部分历史、政治学家看来，麦金莱以较大优势赢得的这场政党选民重组选举，为此前多年总统大选中两个主要政党基本势均力敌的局面划上句点，迎来共和党占显著优势的新时代。
麦金莱于1843年生于俄亥俄州尼尔斯，曾在内战期间服役，退伍后当上律师并定居坎顿。1876年当选国会议员后，他多次获得连任，直至1890年才被对手通过选区杰利蝾螈的手段击败，此时他已有望成为总统候选人，1891和1893年连续当选俄亥俄州州长又令他的政治影响力进一步提升。麦金莱曾不慎与朋友一起签字贷款，这位朋友在1893年大恐慌中破产，债主于是要求麦金莱偿还。资不抵债的麦金莱本来难以加入1896年大选，但在好友兼政治经理人马克·汉纳的帮助下，多名商人出手为麦金莱解围。障碍解除后，汉纳在1895至1896年间为麦金莱的竞选添砖加瓦。麦金莱本人不愿同东部包括托马斯·普拉特、马修·奎伊在内的党魁打交道，这些人于是通过鼓励各州自行推荐候选人、力阻麦金莱得到多数代表支持获得党派提名，希望借此迫使候选人让步，承诺政治恩惠换取他人支持。事实证明，这些手段都是白费心机，麦金莱在1896年共和党全国大会的首轮投票中就以绝对优势胜出，来自新泽西州的加勒特·霍巴特成为他的竞选搭档。
麦金莱以支持保护主义闻名，对赢得以保护主义为主要议题的大选信心十足。但实际上成为竞选主要议题的却是自由铸造银币问题，威廉·詹宁斯·布莱恩通过批判金本位赢得民主党提名。汉纳筹资数百万美元资金用于印刷书册，向选民宣扬自由铸造银币的坏处，声称一旦准许银币不受限制地发行，工人阶级和美国经济就都会受到重创。麦金莱留在位于坎顿的故居，向组队前来的人们演说，这些演说再通过报纸传达给数百万人。布莱恩的做法完全相反，他乘火车前往全国各地竞选。最终，麦金莱在城市居民、富农等有产阶层的支持下赢得普选，在选举人票上更是以压倒优势胜出。麦金莱的这次选举通过井然有序的手段争取民众支持，最终赢得总统宝座，对现代竞选产生深远影响，此次选举结成的联盟还令共和党此后连续执政超过三分之一个世纪，直至1932年才被富兰克林·德拉诺·罗斯福打破。

## 背景

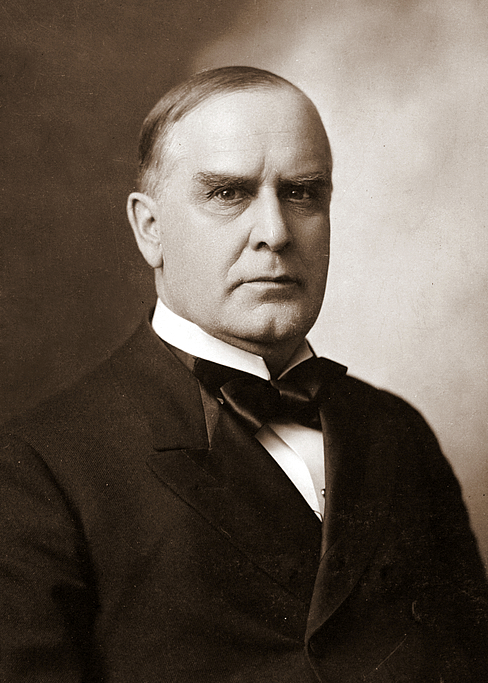
威廉·麦金莱

威廉·麦金莱于1843年在俄亥俄州尼尔斯出生，离开大学后一度成为教师，再于1861年南北战争爆发后加入北军服役。他的军旅生涯一直持续到战争结束，以加衔少校身份退役。接下来他进入纽约州的奥尔巴尼法学院深造，然后在俄亥俄州获得律师从业资格。定居坎顿并做过一段时间执业律师后，麦金莱于1876年当选联邦众议员，此后虽有短暂离职，但还是多次赢得连任，任期一直持续到1891年。1890年在连任选举中被对手通过选区杰利蝾螈的手段击败后，他又于次年在俄亥俄州州长选举中胜出，并在两年后获得连任，一直任职到1896年初。
俄亥俄州在19世纪下半叶被视为美国总统大选的兵家必争之地，对于共和党人来说，该州选举人票对入主白宫至关重要。为了争取胜利，党派往往需要提名该州代表参与竞选。1865至1929年间，经选举上任的所有共和党总统（即除去因在任总统去世而继任的以外）都是在俄亥俄州出生。1876、1880和1888年共和党全国大会在推举候选人上都曾陷入僵局，最终三次大会都是转推俄亥俄州代表，并且共和党最终都赢得大选胜利。在这样的背景下，任何成功的俄亥俄州共和党人都有望夺得总统宝座。前州长约瑟夫·福勒克一度对麦金莱构成威胁，但1889年第二次竞选连任落败后，他的光芒就暗淡了很多。
俄亥俄州共和党此时正陷入严重的派系冲突，1888年共和党全国大会上的不和便是这些派系冲突的其中一项重要原因。俄亥俄州党代表在会上支持该州资深联邦参议员约翰·舍曼竞选总统，这已是舍曼第三度争取共和党提名，当时的州长福勒克和克利夫兰实业家马克·汉纳都是舍曼的支持者，汉纳此时还坚定支持福勒克。经过数轮投票，舍曼所得票数都远远不足以获得提名，接下来与会代表开始听到传言，称1884年共和党总统候选人、缅因州前联邦参议员詹姆斯·G·布莱恩可能宣布参选，福勒克于是表示愿意支持布莱恩。此举表明俄亥俄州共和党内部存在分裂，对舍曼的胜算构成重大打击，最终获得大会提名的是生于俄亥俄州的印第安纳州联邦参议员本杰明·哈里森，后者也顺利赢得普选当上总统。麦金莱在此次大会上获得部分代表投票支持，但他坚守支持舍曼的承诺，甚至拒绝考虑参选，这让马克·汉纳大为欣赏。汉纳对福勒克的举动感到愤怒，两人分道扬镳。麦金莱同汉纳的政治立场类似，都支持利用关税保护并扶持美国工业，这次大会结束后，汉纳成为麦金莱的坚定支持者直至后者于1901年9月遇刺身亡。

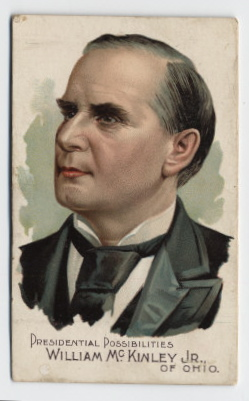
虽然1892年时麦金莱没有参选，但杜克烟草公司还是认为他有当上总统的潜力，还专门为此发行过卡片。

美国当时还没有征收联邦所得税，关税是联邦政府的主要收入来源。针对关税问题的辩论十分激烈，而且是1888年大选的主要议题。许多民主党人希望只对收益征收关税，即征收关税应该只作为政府财政收入，而不是用来扶持美国制造商。麦金莱对此有异议，于1890年提出旨在提高关税征收比例、保护美国工业的《麦金莱关税法》（又称《1890年关税法》）。共和党当时在国会两院都占优，法案因此通过，但事实证明此举不得人心，许多人都对商品价格高涨不满。1890年麦金莱竞选连任失败，同年共和党还在中期选举中失去国会两院主控权，《麦金莱关税法》被视为导致这种局面的其中一个重要原因。尽管如此，麦金莱的此次失势并未影响他的政治前程，民主党人以杰利蝾螈的手段击败麦金莱之举也受到非议。
麦金莱在1888至1890年间的某个时刻决定参选总统，为将此目标化为现实，他必须再度入选公职。州长福勒克此时一心想当联邦参议员，打算在1892年1月的州议会选举中争夺舍曼的席位，所以同意在哥伦布召开的州共和党大会上提名麦金莱竞选州长。麦金莱最后顺利当选，舍曼则以微弱优势战胜福勒克，这其中汉纳居功甚伟。
哈里森当上总统后在共和党内也不受待见，所以早在1892年初，党派内部就已开始探讨麦金莱是否可能出马竞选总统。他在1892年共和党全国大会上担任常任主席，并不是争夺党派的正式人选，但还是有部分与会代表把票投给他，结果他的得票数仅次于哈里森和布莱恩，不过哈里森还是在首轮投票顺利胜出。汉纳与会期间曾为麦金莱争取代表支持，但因缺乏文献记载，他和麦金莱的具体策略已不可考。据曾为汉纳撰写传记的威廉·霍纳（William T. Horner）所言，麦金莱在此次大会上的行为表明他喜欢获得他人关注，但并不是真的打算参选。另据麦金莱的传记作家·韦恩·摩根（H. Wayne Morgan）记载，许多与会代表都对麦金莱1896年再来争夺提名充满期待。

## 获得提名

### 准备参选

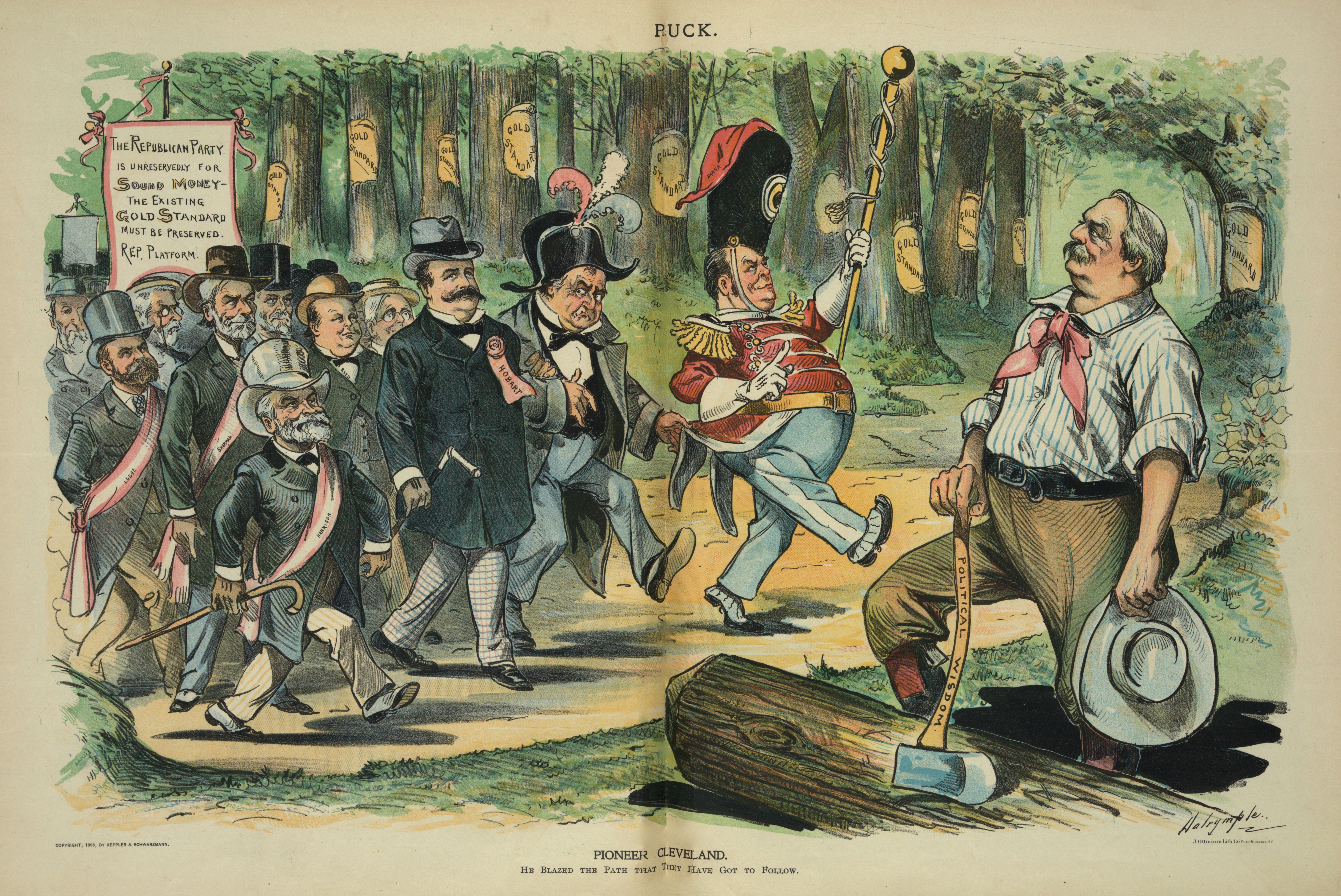
《帕克》杂志漫画《克利夫兰先锋》：右侧是格罗弗·克利夫兰总统手执斧头，已为金本位制打通道路，共和党人随后跟进，最前方身着红衣的是汉纳，身后头戴黑色帽子的是麦金莱，他的右侧是副总统候选人霍巴特。

哈里森在1892年11月的普选中不敌民主党对手、前总统格罗弗·克利夫兰，后者于1893年3月再度入主白宫。哈里森总统在离任之际祝福美国繁荣发展，但只到了5月，就有许多人因经济形势不稳而把资产变换成黄金，股市已经崩盘，还有众多企业破产，随之而来的经济衰退人称1893年大恐慌。麦金莱的朋友罗伯特·沃克（Robert Walker）也在1893年陷入资不抵债的境地。麦金莱此前曾和沃克一起签下总额1万7000美元的本票，沃克在此期间欺骗身为州长的麦金莱，称这笔债务只是以前的老债务续约，麦金莱信以为真，为朋友担起回款责任，但没想到债务总额竟超过13万美元，已经超出他的经济能力。沃克破产后，麦金莱一度计划辞去州长职务，重新做回执业律师攒钱还债，所幸汉纳及其他多位金主及时伸出援手，还清所欠款项。对此，凯文·菲利普斯（Kevin Phillips）在麦金莱的传记中这样写道：州长的支持者“一起签下付款支票，让有望成为下届总统的麦金莱不致要跑去做执业律师。”
公众对麦金莱身陷财务困境深感同情，他也因此在1893年末的州长选举中轻取对手获得连任。美国此时所有具备实际效力的货币政策都是围绕金本位展开，但许多民主党人同部分共和党人认为金本位限制经济增长，所以他们支持金银复本位，要求恢复《1873年铸币法案》通过前白银的法定货币地位。从当时的经济形势来看，金银复本位会引起显著的通货膨胀，人们可以把白银存入铸币局打造成银币，这些银币的价值接近1896年白银市场价格的两倍。19世纪90年代上半叶，美国的农产品价格一直在低位徘徊，许多农民希望通过金银复本位加大货币供应量，降低他们偿还债务的实际成本。克利夫兰坚定支持金本位，在他看来，1890年通过的《谢尔曼收购白银法》（Sherman Silver Purchase Act）导致大量由白银保价的货币流入市场，对这场经济危机负有不可推卸的责任。在他的努力下，该法于1893年被国会废除，此举导致包括内布拉斯加州联邦众议员威廉·詹宁斯·布莱恩在内的众多西部民主党人大为震怒。1894年，民主党占优的国会通过《威尔逊－戈尔曼关税法案》（Wilson–Gorman Tariff Act），大幅调低1890年《麦金莱关税法》中所定税率。美国经济在1894年依然不见起色，克利夫兰接下来又采取包括动用军队中止普尔曼大罢工在内的多项举措，导致民主党内部进一步分裂。
1894年选举期间的竞选活动表明民主党已四分五裂，呼应农业人口不满情绪而成立的美国人民党更令选民阵线进一步分裂。选举期间，麦金莱在美国东部各地为共和党候选人竞选拜票，甚至还打进民主党的南方基地，深入新奥尔良，一天内向大群热心听众演说达23次之多。据为麦金莱立传的玛格丽特·利奇（Margaret Leech）记载：“观众无法抗拒麦金莱的热情，他的表现已经超出雄辩家的水准，足以获得选民认可。这个秋天也因俄亥俄州州长旋风般的竞选而显得轰动一时。”但是，大量的民间诉求仍让麦金莱应接不暇。民主党在1894年国会中期选举中损失的议席数量创下历史新高，共和党随即再度掌握两院主控权。

### 首次现代初选竞选

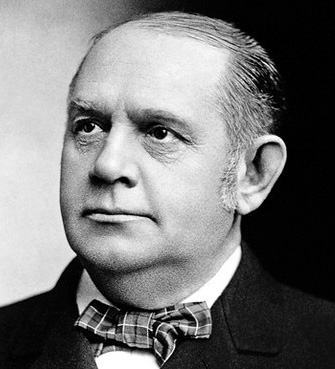
马克·汉纳（图）是麦金莱的至关好友和顾问

1894年中期选举的结果说明共和党人很可能在下次总统大选中获胜。与如今的美国总统选举相比，当时党派提名候选人的时间要晚得多，麦金莱从1895年上半年就开始在汉纳的帮助下组织竞选活动，比其它候选人都早。共和党内也有多人可能会同麦金莱争夺党派提名，除前总统哈里森、即将当上联邦众议院议长的缅因州议员托马斯·布拉克特·里德（Thomas Brackett Reed），以及爱荷华州联邦参议员威廉·B·阿利森（William B. Allison）外，还有多个州各自拥护的人选，如伊利诺伊州前州长、正担任该州联邦参议员的谢尔比·库洛姆（Shelby Cullom）。哈里森只要参选就非常有望拿下提名，但他在1895年时一直没有对此给予确切答复。以当时美国的政治现实来说，除非有共和党人正在担任总统，否则候选人通常要到党派提名大会上才能确定，各州党魁和与会代表的支持往往都要换取相应的政治回报。各州代表在选举年春季集聚，召开提名大会，有心参选的候选人通常要到大会前夕才开始争取支持，大会上各州代表团的争论焦点往往并非支持哪个候选人，而是由哪些人来争夺提名。但是，麦金莱和汉纳决定在全国范围开展有组织的竞选活动，以达到获得党派提名的目标，曾担任乔治·沃克·布什总统顾问的卡尔·罗夫（Karl Rove）在以1896年总统大选为主题的著作中称这是美国历史上“首次现代初选竞选”，不过这年并没有任何州为总统选举开展初选。
1895年，汉纳将名下多家公司的管理权移交兄弟伦纳德（Leonard），以便全身心投入麦金莱的竞选工作。为此他还特地在乔治亚州托马斯县县城托马斯维尔（Thomasville）租了套房，自称不喜欢克利夫兰的冬季。同年初，麦金莱同夫人艾达一起抵达托马斯维尔与汉纳会合。对于麦金莱来说，在这里度假不但可以避开针对政治动机的质疑，还能同包括黑人在内的众多南方共和党选民见面。虽然南方很少有共和党人在地方选举中取胜，但他们还是能够选派出相当数量的代表参与党派全国大会。麦金莱和汉纳在托马斯维尔接待了许多南方共和党领导人，并为没有钱支付来回费用的人提供补贴，还令许多人决定转为支持共和党。麦金莱亲自前往南方多地演说，于1895年3月末抵达萨凡纳并在当地一间非裔美国人教堂演讲，成为美国历史上首位尚未获提名就已向黑人群体演说的总统候选人。等到麦金莱离开托马斯维尔时，大部分有望参与共和党全国大会的南方代表都已是他的支持者。托马斯·普拉特（Thomas Platt）对此在自传中颇为悲哀地承认：汉纳早在“我们意识到以前就已几乎把南方变成（他的）铁杆地盘。”
麦金莱把大部分时间和精力花在全国范围竞选上，所以无瑕顾及大本营俄亥俄州。1895年5月，俄亥俄州共和党大会在曾斯维尔召开，事实证明，福勒克已经卷土重来并掌握此次大会的主控权。福勒克一心希望能在1896年1月经俄亥俄州议会选举当上联邦参议员，所以大会结果倾向支持麦金莱竞选总统，福勒克竞选参议员，同时提名福勒克的支持者出任州政府及党派要职，如提名阿萨·布什内尔（Asa Bushnell）继任麦金莱的州长职位。这种局面引起麦金莱的警觉，在他看来，要想在总统大选中获胜，自家后院绝对不能走水，所以不能同州内派系树敌。为此他在州长选举中为布什内尔摇旗呐喊、州议会选举中又为福勒克助威造势。最终布什内尔顺利当上州长，共和党人也在州议会中获得绝对优势。1896年1月，福勒克以压倒多数当选联邦参议员，虽然要到1897年3月才正式上任，但他承诺支持麦金莱竞选总统，这样后者也就可以放心，大本营不会出现变数。

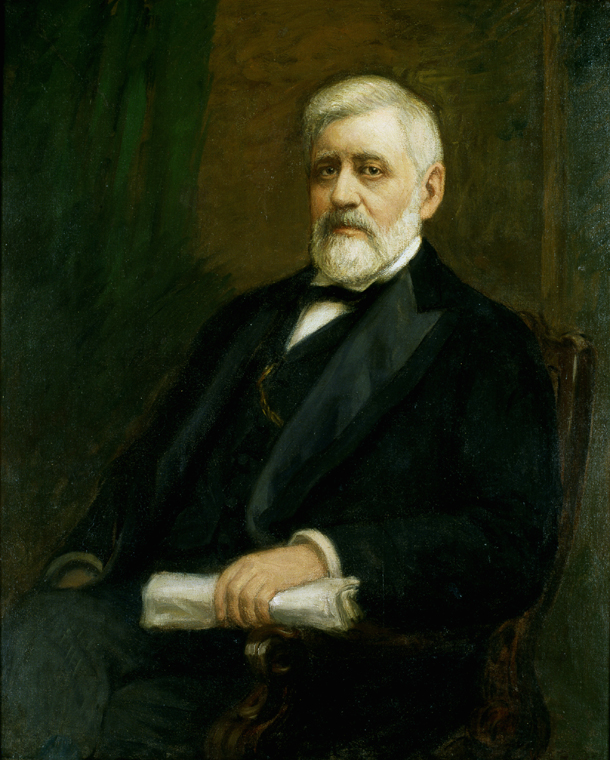
爱荷华州联邦参议员威廉·B·阿利森曾参与1896年共和党总统候选人提名的竞争

1895年间，汉纳前往美国东部，同宾夕法尼亚州联邦参议员马修·奎伊（Matthew Quay）、纽约前联邦参议员托马斯·普拉特等党魁会面。旅程结束后，汉纳告知麦金莱，各地党魁愿意支持麦金莱获提名，但前提是后者需承诺把各州政治酬庸的权力交给他们，同时还要有书面承诺会任命普拉特出任财政部长。麦金莱不愿同这些人交易，希望能不靠关系求得提名，汉纳虽然觉得这样做的难度会大得多，但还是决心办到。麦金莱决定为提名竞选活动定下主题：“民众对抗党魁。”在汉纳的协助下，麦金莱找到许多很有才华的人进入州级政府或党组织工作，这些人又投桃报李，确保支持州长的人选在一系列会议中胜出，获得与会代表资格，参加1896年6月在密苏里州圣路易斯举行的共和党全国大会。当时从内布拉斯加州迁居芝加哥不久的青年银行家、企业家查尔斯·盖茨·道斯就是麦金莱提拔人选中的代表。道斯还在内布拉斯加州时就认识正担任联邦众议员的威廉·詹宁斯·布莱恩，为了确保伊利诺伊州与会代表支持麦金莱，当地共和党党魁希望派往圣路易斯的与会代表支持参议员库洛姆，直到达成协议后再支持其他候选人，道斯因此受到这些人的排挤。
1896年1月，麦金莱从州长位置卸任。同年2月，哈里森明确表态无意第三度参与大选。汉纳的亲信立即着手确保前总统出身的印第安纳州也会支持麦金莱，以致哈里森私下觉得这种急不可耐的做法有欠体面。里德和阿利森在1896年初均已拉开竞选步伐，但在印第安纳州都没有什么收获。麦金莱几乎在所有的州都会主动挑战竞争对手，仅有那些在他看来已有像参议员阿利森这类正经候选人的州除外。凭借汉纳资助，麦金莱的竞选团队财力雄厚，明尼苏达州联邦参议员库什曼·戴维斯（Cushman K. Davis）和内布拉斯加州联邦参议员查尔斯·安德森（Charles F. Manderson）都沦为这种强大实力的牺牲品，失去所在州的支持。麦金莱曾任命天主教徒出任公职，此举招致反天主教团体美国保护协会的反感。该组织大量散发宣传册，声称麦金莱是天主教徒，为此汉纳不得不采纳行动反驳。
据历史学家斯坦利·琼斯（Stanley Jones）在有关1896年大选的著作中所述，里德和阿利森在竞选过程中的一大失败在于，他们未能采取有效手段，阻止民意的大潮不断涌向麦金莱。“实际上，两人的竞选从一开始就是在撤退。”1896年3至4月间，俄亥俄州、密歇根州、加利福尼亚州和印第安纳州等多个州在召开州级共和党大会选派参加全国大会的代表时都要求获派代表投票支持麦金莱。麦金莱在里德的根据地新英格兰也取得突破，新罕布什尔州宣布不会在两人中偏向任何一方，佛蒙特州的州提名大会则表态支持麦金莱。当然，麦金莱也并非在所有州都所向披靡，爱荷华州依然坚持团结在阿利森周围，纽约代表团的多数代表仍然支持州长兼前副总统列维·莫顿（Levi P. Morton）。此外，各地党魁同党派代表还令麦金莱未能在新墨西哥领地和俄克拉何马领地占到便宜。4月29日伊利诺伊州共和党大会开幕时，各方争夺依旧胜负难料，道斯领头的麦金莱支持者需要面对当地党魁的敌视和排挤。最终麦金莱赢得绝对多数代表支持，之后举办党派会议的多个州因此选择随大势，搭上支持他的顺风车。
州级共和党大会全部闭幕后，麦金莱已是遥遥领先，他的对手只能把希望寄托在有权初步决定哪些代表能够与会的共和党全国委员会上，另外从程序角度而言，该委员会还能够确保麦金莱不能直接通过首轮投票获多数胜出。6月中旬，共和党全国委员会在全国大会召开前夕举行会晤，几乎所有事项的裁决都对麦金莱有利。

### 共和党全国大会
1896年共和党全国大会于6月16日在圣路易斯召开，会址是临时搭建的圆顶帐篷。由于此前各州的党代表会议大多对麦金莱青眼有加，所以共和党全国大会草拟的与会代表名单也对他非常有利，不过里德、阿利森、莫顿、奎伊都没有出局。与会资格认证报告相当于测试投票，结果麦金莱轻易取胜。身为俄亥俄州代表团一员的汉纳控制着整场大会的方方面面。

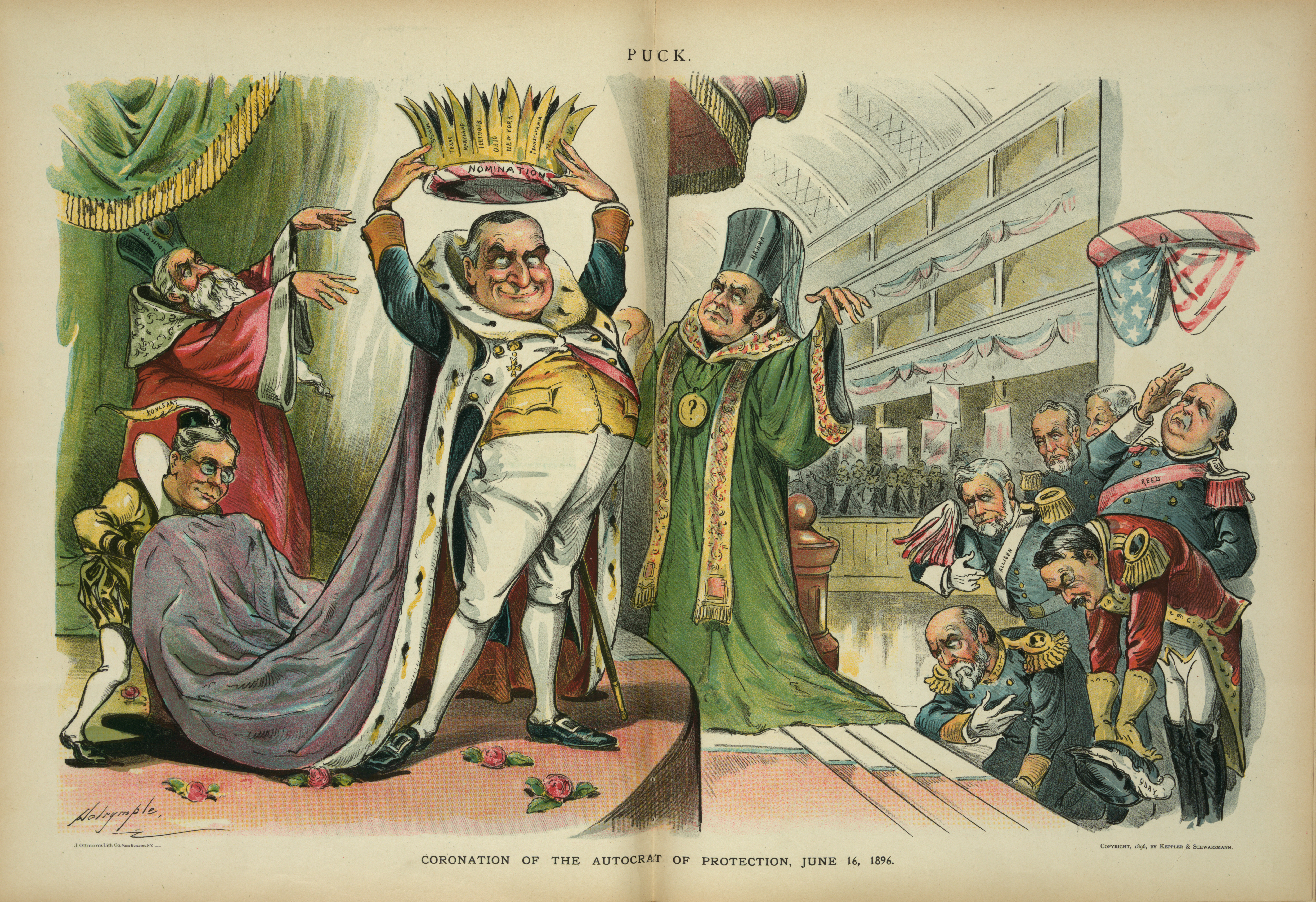
《帕克》杂志1896年6月24日刊登的漫画，显示麦金莱用共和党总统候选人提名自我加冕，身旁分别是身着绿衣的汉纳和穿着红衣的联邦众议员查尔斯·H·格罗夫纳，麦金莱身后手托长袍的是赫尔曼·亨利·科尔萨特。

美国西部许多人都倾向支持自由铸造银币，这其中不乏共和党人。麦金莱的顾问之前就预计货币问题会成为在年大选的关键议题，敦促州长在党纲中给出明确答复。但是，麦金莱本人希望能回避这个问题，在强烈支持金本位的东部竞选时，他的支持者声称麦金莱坚定支持金本位。到了支持自由铸造银币者占优的西部，选民又得知候选人对金银复本位的立场心怀同情。最终提名大会通过的党纲明确支持金本位，麦金莱的多位盟友——包括出版商赫尔曼·亨利·科尔萨特（H. H. Kohlsaat）和威斯康星州的亨利·佩恩（Henry C. Payne）——此后多年间都声称这有他们的一份功劳，并且在他们看来，正是因为把金本位明确写入党纲，共和党才得以在11月的普选中取胜。但是，这些内容实际上是在汉纳同麦金莱经电话协商后才加入党纲草案。西部支持自由铸造银币的共和党人以科罗拉多州联邦参议员亨利·特勒（Henry M. Teller）为首，他们起草的党纲中虽有加入自由铸造银币的内容，但先后被草案委员会及党纲委员会（正式名称为决议委员会，新任联邦参议员福勒克担任委员会主席）否决。特勒一心要让大会全体代表表决他的提议，但由于大部分与会代表都倾向支持金本位，特勒基本上必输无疑。大会于6月18日举行辩论，以特勒为首的少数派所递报告遭否决，同时明确支持金本位的方案以绝对多数通过。面对这样的结果，特勒、犹他州联邦参议员弗兰克·坎农（Frank Cannon）和爱达荷州联邦参议员弗雷德·杜波依斯（Fred Dubois）等23名代表选择离开大会现场并退出共和党。现场一片喧嚣，汉纳愤怒之下站到椅子上，朝正离开会场的代表大声呼喝：“滚！滚！滚！”
普拉特请求休会，但汉纳没有同意，希望大会能完成当天的预定任务，与会代表于是开始提名总统候选人。麦金莱坚持要由刚刚在州议会选举中当选联邦参议员的福勒克亲自提名，以示俄亥俄州共和党团结一致。福勒克起初担心万一事情出了差池会惹祸上身，不想担此风险，但经过考虑还是同意。麦金莱此时正在位于坎顿的家中同亲朋好友静待佳音，现场的最新进展通过电报和电话源源不断地传达给他。他还通过电话线听到福勒克的部分演说和现场的轰动反响。麦金莱最终在首轮投票就以大比数胜出，里德的票数排在第二位。坎顿立即开始庆祝活动，麦金莱先向市民演说，然后又向当天从俄亥俄州各地赶来的民众演讲，其中还有些人是专程从候选人出生的尼尔斯赶来。

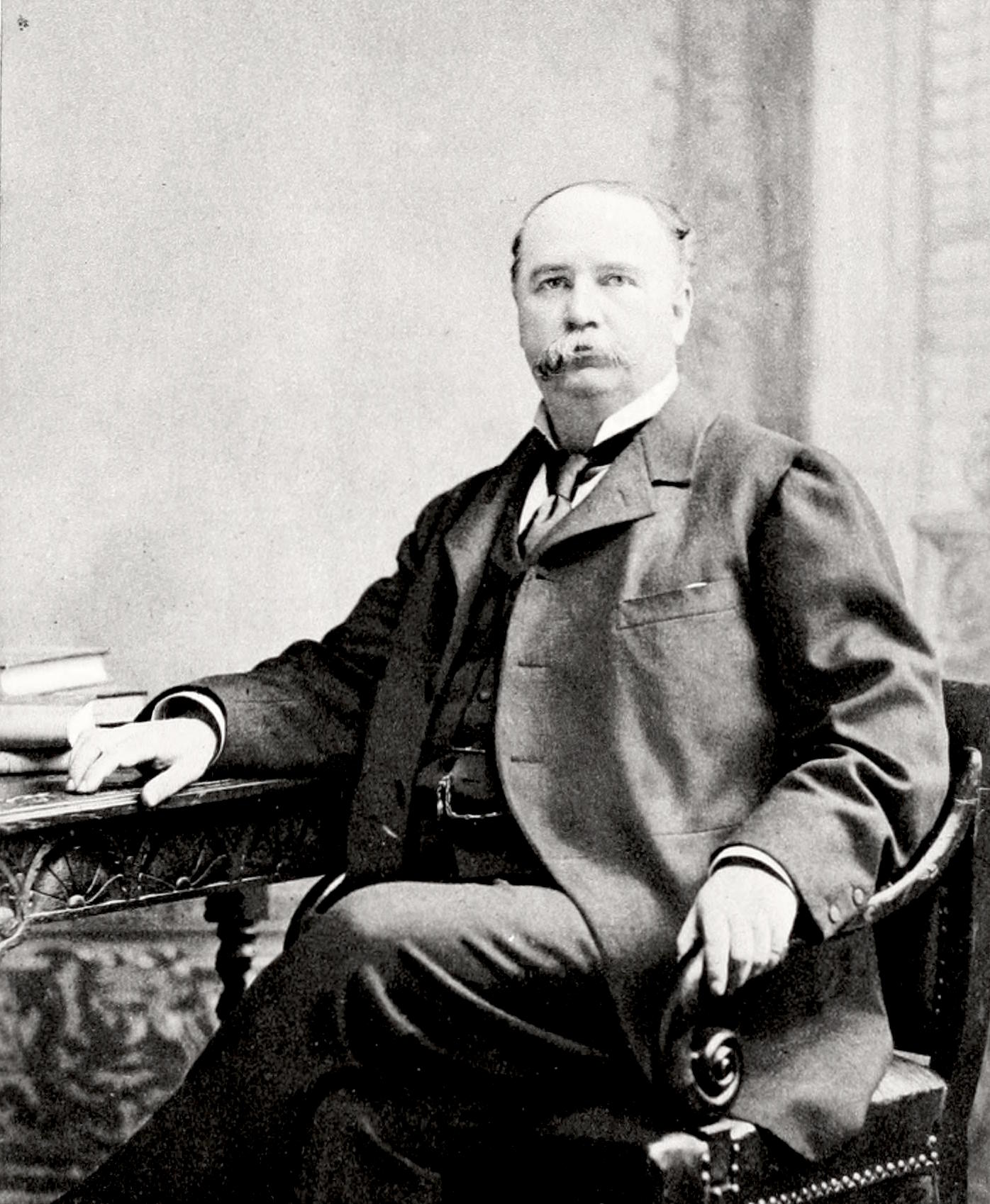
来自新泽西州的加勒特·霍巴特成为麦金莱的竞选搭档

大会的下一项日程是决定副总统人选。麦金莱此前曾邀请里德作为自己的竞选搭档，但对方没有接受。普拉特希望曾在哈里森治下出任副总统的纽约州州长莫顿作为副总统候选人，但同样遭拒，而麦金莱又不想由莫顿作为自己的搭档。美国此时各主要政党在推举总统和副总统候选人时经常会从俄亥俄州或印第安纳州选择一人，再从纽约州选一人，但由于纽约州已经表态支持莫顿竞选总统，再由他做为副总统候选人就会显得有些过火。正担任共和党全国委员会副主席的加勒特·霍巴特是新泽西州帕特森人士，该市距纽约很近。霍巴特以经商为生，还是执业律师，曾在州议会两院任职，在党派积极分子中人气颇高，而且是汉纳及其它共和党重量极人士眼中可以接受的一员。麦金莱在大会开始前几天就已选定霍巴特，只是没有正式宣布。虽然霍巴特在给夫人珍妮（Jennie）的信中对获得提名表示惊讶，但斯坦利·琼斯认为，早在里德拒绝麦金莱的邀约后，霍巴特就已成为副总统候选人的不二之选。曾为汉纳立传的赫伯特·克罗利（Herbert Croly）也称，选择霍巴特竞选副总统的消息早已传得沸沸扬扬，圣路易斯已经出现印有麦金莱和霍巴特名字的竞选纽扣。与会代表最终在首轮投票就同意提名霍巴特竞选副总统。

## 普选竞选活动

### 民主党候选人
共和党全国大会闭幕后的几天里，麦金莱留在坎顿，为普选竞选活动做准备。汉纳已在会上当选共和党全国委员会主席，然后在芝加哥建立竞选总部，这里地处当时对大选而言至关重要的美国中西部。身为党派全国委员会主席，汉纳负责指派执行委员会并开始组织竞选活动。麦金莱留在家中，对前来拜访的工人代表团演讲。1896年6月30日，霍巴特来到坎顿同总统候选人会面并短暂停留，两人一起向前往拜访的群众演说。麦金莱预计关税议题会成为竞选过程的重中之重，所以演讲主要围绕这个问题展开，对货币问题基本一带而过。静待民主党对手出现期间，麦金莱曾私下向坎顿的朋友威廉·R·戴法官谈起对全国各地热议自由铸造银币问题的看法，称货币问题显然已过分热炒，肯定不能持久，“再过30天你就再也听不到任何消息了。”之后当上国务卿和联邦最高法院大法官的戴对此回答：“我倒觉得再过30天，你耳朵里听到的就只剩下这个问题。”
麦金莱获党派提名之际，民主党候选人身份尚不确定。民主党内反对克利夫兰总统的派系已经动员起来，有条不紊地接管党派事务，还通过支持自由铸造银币的党纲。民主党视这份党纲为第一要务，只有在党纲通过后才会考虑总统候选人提名的归属。在这样的情况下，还是有多位民主党人出马争夺党派提名，其中最具胜算的是前密苏里州联邦众议员理查德·布兰德（Richard P. Bland）和爱荷华州前州长霍勒斯·博伊斯（Horace Boies）。其他有意参选的人士包括南卡罗莱纳州联邦参议员本杰明·蒂尔曼（Benjamin Tillman）、肯塔基州联邦参议员约瑟夫·布莱克本（Joseph C. Blackburn），以及前内布拉斯加州联邦众议员威廉·詹宁斯·布莱恩。

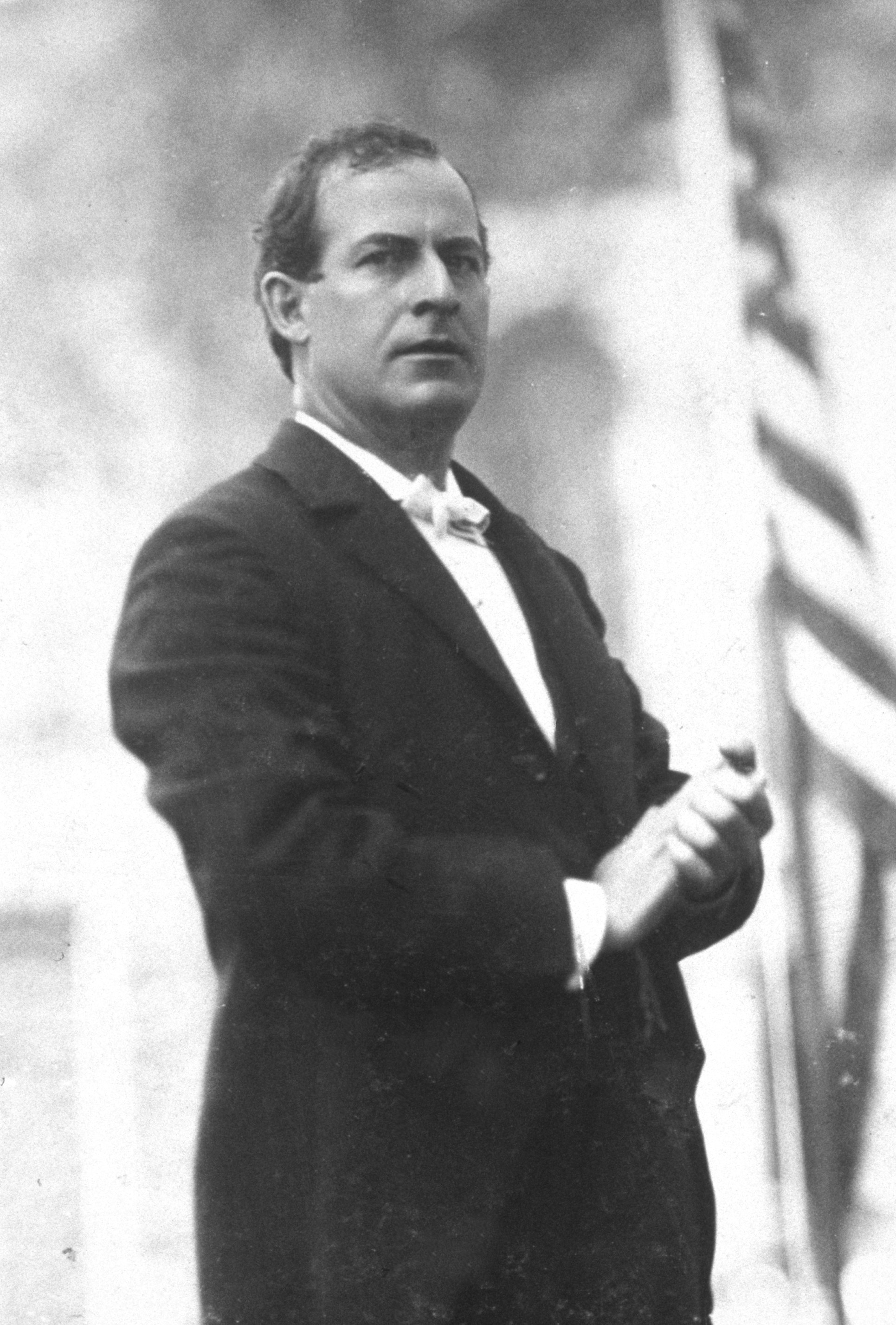
1896年竞选期间的威廉·詹宁斯·布莱恩

道斯还在内布拉斯加州时就认识布莱恩，他还预计，只要布莱恩有机会在民主党全国大会上演说，他出众的演讲能力必定技压全场，从而赢得党派提名。麦金莱和汉纳取笑道斯胡思乱想，称布兰德才是民主党的不二之选。7月7日，1896年民主党全国大会在芝加哥开幕，整场大会完全由自由铸造银币的支持者主导，通过的党纲也明确支持自由铸造银币。布莱恩是大会就党纲举行辩论期间最后一个上台演讲的代表，他在走廊上向与会代表讲话，道斯就站在他身边。布莱恩在演说中强烈谴责金本位，凯文·菲利普斯称这场演讲令布莱恩仿佛化身救世主，呼吁民主党人武装起来。道斯觉得好友的黄金十字演讲的确激动人心，只是逻辑上毫不严密。布莱恩顺利赢得总统候选人提名，菲利普斯还进一步评价称，布莱恩的演讲令中西部的共和党人坐立不安，开始担心东部的选区可能也不再那么固若金汤，在6月共和党设想的美好局面中掀起轩然巨波。
记者穆拉特·霍尔斯特德（Murat Halstead）从芝加哥致电麦金莱，告知布莱恩会获民主党提名的消息，麦金莱淡淡地回应后挂上电话。共和党人起初对布莱恩获提名感到欣慰，觉得麦金莱会轻取对手。此时美国总统大选的竞选活动通常要到9月才真正开始，所以汉纳还计划休假，麦金莱则打算过个宁静的夏天。布莱恩的演说及随后获提名激起的强烈浪潮令两人措不及防，原本的计划也被打乱，汉纳于7月16日致信麦金莱，称“芝加哥的大会已经改变一切”。

### 集资和组织运作

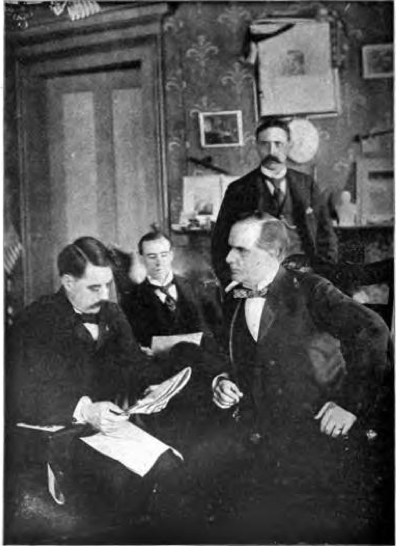
麦金莱（前排右侧）在位于坎顿家中的图书馆安排竞选活动

汉纳很快就意识到，许多美国人都对货币问题非常敏感，于是决定通过竞选说服选民支持象征“稳健货币”的金本位，要让大家相信除非国际协议出现变更，否则金本位要比金银复本位要可靠得多。此时美国尚未进入大众传媒时代，要将理念传达给选民，最有效的方式就是通过报纸之类平面媒体，或是由公众演说家代表候选人在集会上演讲，这样的宣传手段无疑需要大笔资金，汉纳于是开始通过自家企业的关系网筹款。7月下旬汉纳开始筹资之际，人民党在圣路易斯举行会晤，为避免因货币问题立场分裂失去大量选票，人民党最终选择支持布莱恩，政党也随即走上解散的道路。
面对大笔资金如流水般消耗的情况，汉纳努力像经营企业一般公事公办地处理竞选事务。来势汹汹的布莱恩令共和党人产生危机意识，许多以往对汉纳和麦金莱心存芥蒂的共和党人最终都团结在两人身边，仅有部分坚定支持自由铸造银币的白银派共和党人例外。大规模的竞选活动全面展开后，竞选经费明显存在不足。
汉纳用大量时间在有很多竞选金主的纽约争取资金，但起初进展并不顺利，因为他这时在全美范围的知名度还不高，部分金主虽然对民主党在货币问题上的立场震惊，但也觉得布莱恩的倾向太过极端，麦金莱肯定会赢得大选，不需要再加入大笔投入。还有些人对纽约州州长莫顿未获提名感到失望，但逐渐了解麦金莱和汉纳后，他们的态度也相应回暖。随着布莱恩在举足轻重的中西部占据优势的报导浮现，再加上汉纳老同学约翰·戴维森·洛克菲勒的介入，许多企业高管更愿意坐下来倾听汉纳等人的诉求，洛克菲勒旗下的标准石油就捐出25万美元。竞选筹资工作经过阴郁的8月后终于在9月迎来转机，企业巨头向汉纳“打开钱袋”，约翰·皮尔庞特·摩根也捐出25万美元。根据道斯的正式记录，汉纳9月一共筹得357万零397.13美元，相当于共和党1892年大选所筹竞选经费的两倍，更达到布莱恩必须花费金额的十倍。这个数字还不包括各州及地方委员会所筹款项，也不包括实物捐赠及火车票价折扣，当时许多共和党人的政治出行都会选火车做为交通工具，并因这种折扣享有大笔补贴。据估算，共和党为这次竞选筹得的资金总额高达1650万美元。
麦金莱在位于坎顿北市场大街的家中运筹帷幄，通过电话和电报了解事态进展并给予指示。汉纳则忙于同各企业高管面谈，为竞选筹集资金，将大部分日常决策交给他人处理，这其中又以道斯的作用最为显著，身为竞选执行委员会委员，他需要负责分发汉纳筹得的大部分资金。佩恩虽然名义上还是芝加哥竞选总部的负责人，但道斯作为麦金莱圈内的一员显然更具实权。竞选宣传册从芝加哥整车发出，运往全美各地。竞选期间单印刷方面耗费就有约50万美元，斯坦利·琼斯曾在著作中估计，麦金莱的竞选总计印刷的宣传册有数亿份之多。竞选团队还聘请数百名演说家代表麦金莱到各地巡回演讲，并采用种种办法节约支出，道斯坚持通过竞标敲定交易，他招收的大部分最高级人员都是商业伙伴，而非政治运作专业人士。查尔斯·迪克（Charles Dick）也是芝加哥竞选总部的重量级人物，作为竞选团队的书记员，他之后还当上联邦众议员和联邦参议员。

### 前门廊竞选活动
从麦金莱获得提名开始，全美各地的支持者就源源不断地赶来坎顿向他致意，希望能亲耳听到他的政治演说。从6月开始直至11月的选举日，麦金莱绝大多数时间都留在坎顿，除周日外几乎每天都会接见公众，仅在7月时因事先已有安排而前往克利夫兰和尤宁山学院演讲，另外8月下旬还有一次周末休息。因为需要花费大量时间接待支持者并向他们演说，麦金莱难以处理竞选事务，6月下旬同霍巴特的会晤也被某政治俱乐部打断。面对这样的局面，麦金莱曾抱怨他的工作日程没有得到妥善安排。
获民主党总统候选人提名后，布莱恩宣布他会乘火车前往全美各地竞选，这在当时的总统大选中很不寻常，也对麦金莱产生一心要超过对手的压力，汉纳更是特别急切地敦促候选人赶紧上路。麦金莱之后认定，自己在政治演说上根本不可能做得像布莱恩一样好，与其以短击长，不如扬长避短。“我演讲时是需要思考的，要出去和布莱恩比演说，我还不如在家门前的草坪上架个表演空中飞人的吊绳，同那些专业运动员一较短长。”此外，无论麦金莱选择怎样的路线，布莱恩都可以采用更为困难的手法来显得比麦金莱高明。所以麦金莱不愿通过任何由民主党对手制订规则的方式来与布莱恩竞争，希望自行找到与选民直接沟通的手段。
麦金莱此前已连续多日在家门前接见支持者，并站在前门走廊上向众人演讲，他最终决定采用的前门廊竞选活动就是这种做法的自然延伸。经过一段时间的调整，各事项到9月中旬已形成固定日程。任何团体都可以先以书面告知后前来拜访麦金莱，他的竞选团队也已安排好许多团体从大大小小的城镇前来。只要可能，这些团体的领队会先行抵达坎顿同总统候选人商谈演讲细则，如果这点无法办到，那么团体抵达坎顿火车站时会有麦金莱的代表迎接，这位代表再同团体领队商谈演说内容。竞选期间，坎顿每天都有巡游活动，各团体在彩旗飘扬的街道上游行，一旁还有人称麦金莱家园卫队的骑兵护送，直到队伍按事先商定的时间抵达麦金莱家中。接下来先由团体领队发表讲话，然后是麦金莱的回应，这些回应大多事先就已写好。团体成员之后可能有机会同总统候选人握手或是享用茶点，再经护送返回火车站。如果这天下雨，双方则会在某个室内场地见面。

1896年10月，麦金莱在自家门前与前来致意的支持者合影。前排中间偏照片右侧、右手持礼帽者即为麦金莱。

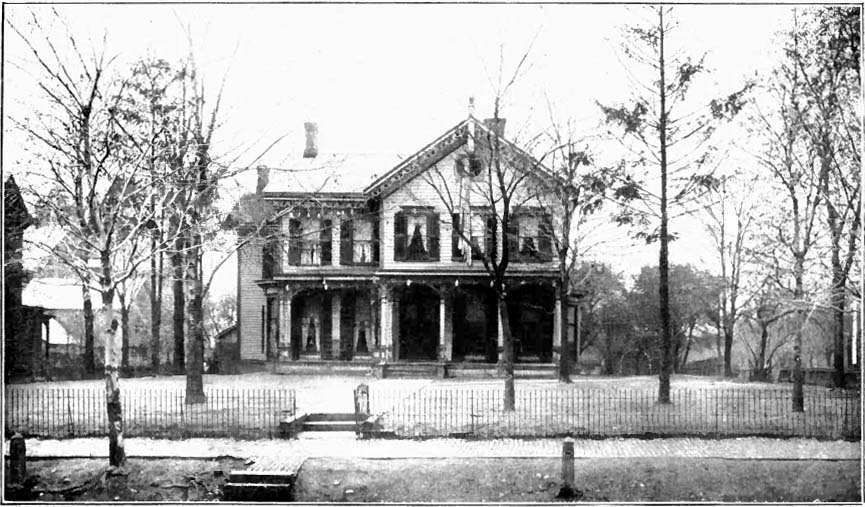
威廉·麦金莱的故居，照片于1914年发表。

自行车运动是美国1896年时最新的热门活动，前来向总统候选人致意的就不乏组队骑自行车的人士，他们还在车后拖着麦金莱和霍巴特的大幅像片，骑车前去面见麦金莱的路上还会表演一些把戏。面对这样的情况，坎顿居民也踊跃加入，多个餐馆和纪念品经销商也相应拓展业务。支持者在屋前聆听屋主演讲时，组织者会把麦金莱前门走廊和围栏使用的木头切削成非常受欢迎的纪念品。麦金莱屋门前草坪上的叶片只要没被踩过，就有可能被人们夹进剪贴簿里收藏起来。麦金莱还会在向各代表团演讲的间隙里招待来宾，未来国务卿海约翰是麦金莱的主要支持者，起初他不大乐意来坎顿，觉得人太多太喧哗，但他后来回忆，麦金莱不但亲自到火车站同他见面，还在请吃饭后带他上楼一起交谈两小时，“就像我们都是在伯利恒避暑的房客，只想消磨时间般平静安详。”海约翰还称他从未对麦金莱表现出的形象感到如此惊讶，“这就是真正15世纪意大利传教士的脸。”
布莱恩的竞选活动资金有限，只能依靠自身努力。他先后抵达美国45个州中的27个，行程达2.9万公里，估计一共发表600场演说，听众人数约有500万。麦金莱共计演讲300场次，听众人数约75万，同民主党对手相比远远不及。但是，留在家里的麦金莱无需像布莱恩那样舟车劳顿，也能做好充分准备，为次日的报纸新闻提供新鲜素材，不会像布莱恩那样多次失态。·哈尔·威廉姆斯（R. Hal Williams）对此在有关1896年大选的著作中宣布，麦金莱的“前门廊竞选活动取得非凡成功”。

### 竞选议题及战术
布莱恩获提名后，共和党内部出现倒戈和分化，中西部（甚至包括俄亥俄州）的许多农民觉得通过允许自由铸造银币减轻偿债压力的提议颇为诱人。中西部多个州的民意调查结果及当地活动家的话语都表明，布莱恩已经找到打入共和党大票仓的突破口并取得长足进展。1896年8月的一次调查也显示中西部各州里只剩威斯康星州肯定不会落入民主党之手。

麦金莱同夫人艾达（坐在丈夫左前，侧向镜头）在家门前同来自宾夕法尼亚州韦南戈县的“鲜花代表团”合影。虽然此时美国大多数州的女人还没有投票权，但她们有可能影响男亲属立场，麦金莱的竞选团体也鼓励她们前来坎顿。

截至8月上旬，麦金莱的竞选团队已决定把工人及富农作为目标选民。经多位顾问极力催促，麦金莱在这个月中旬决定马上解决货币问题，竞选团队随即开始印制数以百万计的宣传册，并派数百名的演说家深入民间演讲。宣传册中刊有麦金莱、多名国会议员及金融专家的文章或语录，阐述金银复本位会对美国构成致命打击的原因。此时正担任纽约市警察委员会委员的西奥多·罗斯福曾于1896年8月到访麦金莱的芝加哥竞选总部，在此期间他曾亲眼看到多辆满载报纸的货车上路。为了满足不懂英语的选民需要，宣传册还有包括法语、西班牙语、葡萄牙语、依地语、德语、波兰语、挪威语、意大利语、丹麦语及荷兰语在内的多种语言版本。竞选团体把已经完成的文章送到杂志出版社，并向态度友善的报社支付费用，将宣传出版物送往全国各地的千家万户。有500万户家庭每周都会收到麦金莱的竞选宣传资料，当时还是报社编辑的沃伦·盖玛利尔·哈定也接受聘请，代表麦金莱在俄亥俄州各地演讲。哈定的这次经历在选民心中留下良好印象，他于三年后入选俄亥俄州参议院，开始从政生涯，之后也登上总统宝座。
麦金莱站在自家前门走廊上呼吁听众支持“稳健货币”，同时也始终如一地推崇用保护主义支援美国工业。威廉·霍纳对此指出，麦金莱的竞选活动“行之有效地将金本位、保护主义和爱国热情联系在一起”。总统候选人觉得整场竞选不能只围绕货币问题打转，中西部的许多共和党人虽然支持自由铸造银币，但他们仍将保护主义视为竞选的主要议题，所以宣扬提升关税就有望让这些选民继续忠于党派。与此同时，竞选团体在不同地区的宣传侧重点也有区别，在东部和南部以最大力度强调货币问题，到了中西部则更注重关税议题。麦金莱在以矿业占主导的落基山脉地区各州支持度很低，这些州的共和党人也大多坚定支持自由铸造银币。太平洋沿岸地区同样有强烈支持自由铸造银币的民意基础，但在关税问题的影响下，麦金莱也并非绝无胜算，所以关税也是竞选团体在这些地方的宣传重点。
麦金莱通过信件或登门拜访安抚各地共和党重量级人物的情绪，前总统哈里森虽然拒绝为新总统候选人巡回宣传，但他还是在纽约发表演讲，批判自由铸造银币，称“这些肮脏美元会做的第一件下三滥的事就是欺诈工人”。公众密切关注麦金莱的竞选活动，共和党的努力也渐显成效。9月的多份民调结果表明中西部各州大多向共和党倾斜，但支持自由铸造银币的爱荷华州仍然胜负难料。副总统候选人霍巴特虽然继续经营律师业务，但工作之余也在为竞选努力，而且显然对共和党的竞选活动投入巨资。除与他人共同管理纽约竞选总部外，他数次在位于帕特森的自家前门走廊向支持者演说，并于10月短暂在新泽西州内竞选，不过他本人并不是很乐意在公共场合演讲。霍巴特对金本位的支持态度远比麦金莱要强，并在多次演讲中明确表达这一立场。

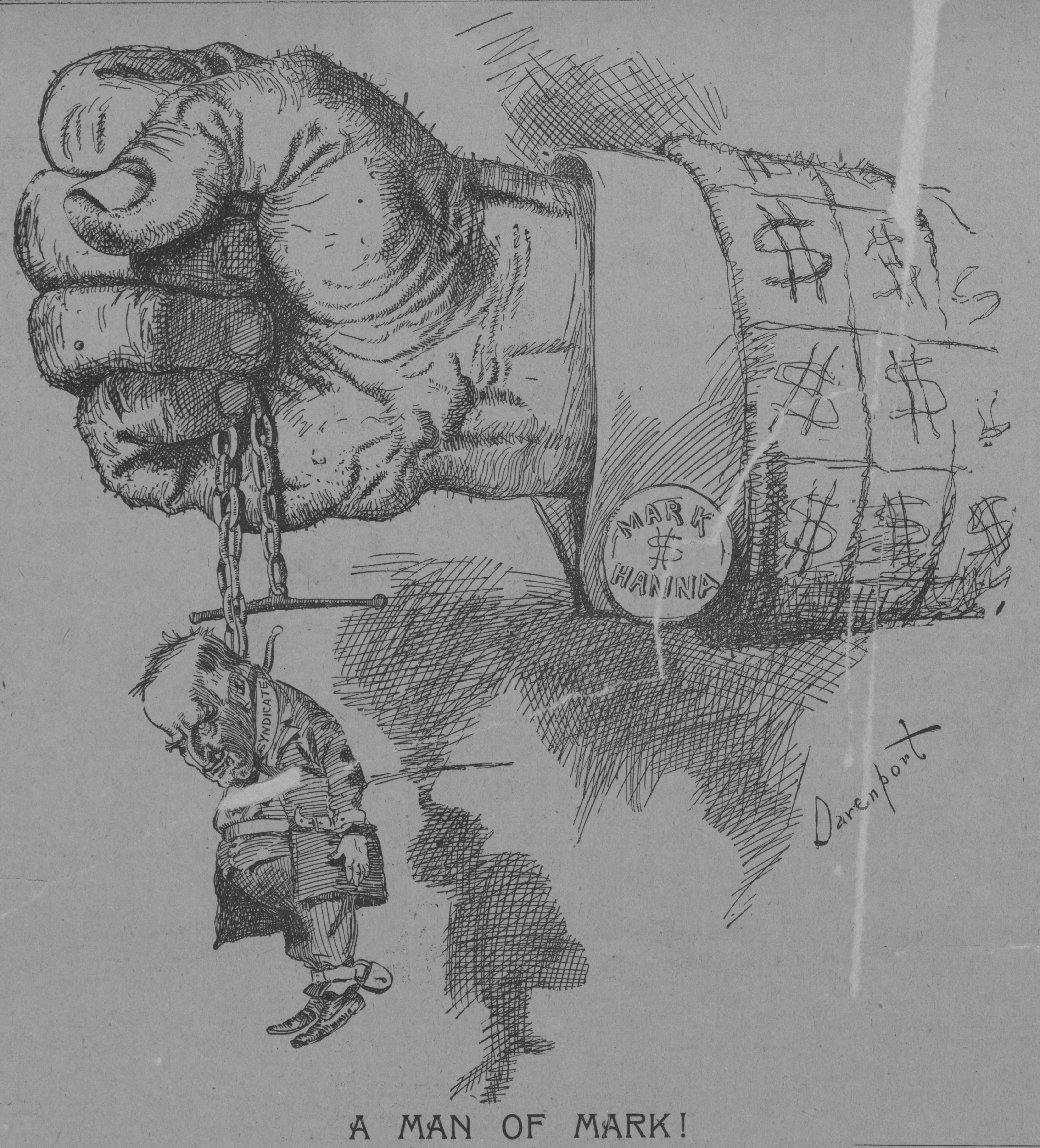
霍默·达文波特描绘麦金莱和汉纳关系的漫画

大选期间，威廉·赫斯特旗下的《纽约新闻报》始终对麦金莱充满敌意，共和党大会开幕前，阿尔弗雷德·亨利·刘易斯（Alfred Henry Lewis）指控汉纳是大财团的代理人，麦金莱不过是他们的马前卒。普选竞选期间，亲民主党报业集团、特别是赫斯特旗下公司指称汉纳主导着麦金莱的政治立场。这些报导和漫画导致很多公众在相当长的时间里一直觉得麦金莱实际上是受到汉纳代表的大企业财团控制，身不由己。霍默·达文波特（Homer Davenport）为赫斯特的报社所绘漫画在塑造这种民意上特别有效，他经常以美元标记指代汉纳，笔下汉纳所穿西服通常也是以美元符号装饰。麦金莱曾于1893年身陷财务危机，这样漫画和报导中将他描绘成落入商人手中的无助孩童、在1896年大选中不过是商人傀儡的说法也就变得更有说服力。赫斯特及《纽约新闻报》共为布莱恩的竞选活动捐赠4万1000美元，是民主党这年的大金主，但同汉纳所筹金额相比只是九牛一毛。
共和党在9月缅因州和佛蒙特州的州级选举中以大幅优势胜出，这说明麦金莱在东北地区颇有胜算。这个月初，支持金本位和克利夫兰总统政策的民主党人士组建国民民主党（又称黄金民主党），并在印第安纳波利斯召开提名大会，最终提名伊利诺伊州联邦参议员约翰·帕尔默（John M. Palmer）竞选总统，肯塔基州前州长西蒙·玻利瓦尔·巴克纳竞选副总统，这表明布莱恩需要在选举期间面对党派分裂的挑战。汉纳对国民民主党的举动感到雀跃，预言帕尔默和巴克纳会赢得大批选民支持。汉纳清楚地知道帕尔默绝对不可能在普选中胜出，但其壮大更有利于共和党赢得选举，所以私下里还向黄金民主党人提供资助。
中西部地区是选战的关键战场，双方都在此投入大量资源，布莱恩和汉纳都把大部分时间花在这里。麦金莱和汉纳开始感觉到，针对银币问题聘请的演说家以及投入的大量物资已经开始在中西部发挥作用。道斯逐渐减少反银币宣传册的发行速度，同时开始投放大量宣传麦金莱关税政策的资料。竞选接近尾声时，又发生了几件对共和党非常有利的事，例如小麦价格在竞选最后几周突然大幅上涨，农民对自由铸造银币的热情因此消退；民主党指控共和党以失业威胁工人投票支持麦金莱，汉纳否认指控，同时还为证据提供悬赏，但并没有任何人给出证据；此外，汉纳要求把选举日前的最后一个星期六定为“国旗日”，以此呼应麦金莱此前的竞选主题，把支持共和党候选人同爱国热情联系起来，麦金莱还在向最后几批上门拜访的支持者演讲时再度呼应这一主题，这令布莱恩深感愤怒。数以万计的民众在全国各地的城市街道上游行，向国旗致敬，纽约市的游行规模是1865年后最大的。11月3日是1896年大选的选举日，汉纳和道斯在前一天晚上预计麦金莱会以绝对优势赢得总统宝座。

## 普选
斯坦利·琼斯曾在著作中这样介绍1896年美国总统大选的竞选活动：

对于人们来说，这是一次深入研究教训和信念的竞选活动，也是追寻经济和政治真理的竞选活动。人们急切地抓起刚刚印刷出来的宣传册，一遍又一遍地细读、研究和辩论，再把其中的内容变为经济思想和政治行动的指引。经印刷后发布的宣传册数量可以百万计算，足以让全国上下每个成年男女、甚至孩子都拿上好几份，但他们还是吵着想要更多。拿到心中认同的宣传册后，新主人还会努力钻研其中的论点论据，并在公开及私下辩论时引用，以致书册都变得破损、肮脏、四分五裂。

11月3日，选民纷纷前去投票，再于当晚聚集在城市或电报局周围等待消息。纽约之类大城市会把选举结果用投影放大器投影到报社大楼侧面。许多人都觉得这是1860年后最重要的大选，大批选民整晚都在等待结果出炉。麦金莱一早就同兄弟艾布纳（Abner）一起去投了票，然后和汉纳共进午餐。当夜，告知各地选情的电话响起时，麦金莱正坐在自家的图书馆。共和党很快就处于领先地位，到午夜时，麦金莱用铅笔在一张垫子上写下数字“241”，这是他和霍巴特此时已经赢得的选举人票数，足以宣布赢得选举。汉纳从克利夫兰致电坎顿：“这种感觉实非言语所能形容……我（也）无意再发公报。经永远爱戴并信赖您的人民投票，您已当选为这片大陆上的最高长官。”

1896年美国总统选举结果地图，红色代表麦金莱获胜的州，蓝色是布莱恩赢得的州，数字代表该州的选举人票数。

共和党不但在美国东北部和中西部所有的州获胜，还打入传统上民主党占优的边界州，拿下特拉华州、马里兰州、肯塔基州和西弗吉尼亚州，还夺得北达科他州、加利福尼亚州和俄勒冈州，此外，南达科他州、堪萨斯州虽然是民主党取胜，但双方的普选票差距很小，甚至布莱恩的大本营内布拉斯加州也有同样情况。从普选票总数来看，麦金莱和霍巴特一共赢得710万票，占总票数的51%，布莱恩和阿瑟·休厄尔（Arthur Sewall）得到650万票，占47%。选举人票的差距要大得多，共和党候选人得到271票，远超对手的176票。与1892年哈里森败选时所获普选票数相比，麦金莱将共和党获得的普选票总数提升200万张之多，不过布莱恩同样令民主党的得票总数增多。
布莱恩一度期望包揽农村选票，并在争取城市劳工选民上取得进展，但未能成功。麦金莱成为美国历史上首位赢得纽约市的共和党总统候选人，同时还在相邻的布鲁克林市取胜。麦金莱在中西部几乎所有人口超过4万5000的城市获胜，只有一个城市例外，他还在许多关键州的农村县胜出。肯塔基州以南、德克萨斯州及其东侧的所有州都是布莱恩占优，但这些州的大部分城市中心区域都归麦金莱所有。
爱尔兰移民总体上依旧忠于民主党，但同样长期支持民主党的许多德裔美国人对布莱恩提议的通货膨胀深感震惊，所以对承诺稳健货币的麦金莱青眼相看。为了扭转局势，民主党想了多种办法批驳共和党的主张，甚至一度有俾斯麦表态支持金银复本位的声明广为流传，但事实证明这些手段收效甚微。此外，美国保护协会指摘麦金莱之举反过来又令大批天主教徒和新移民选择站在共和党一边。

## 评价
卡尔·罗夫认为，麦金莱赢得这场选举有多个重要原因。首先，他提倡的政策大方向包括关税和稳健货币，面对布恩莱在自由铸造银币角度发起的强烈攻势，共和党候选人声称金银复本位会对美国经济产生实质伤害，并且这其中首当其冲的就是工人阶级。麦金莱的竞选主题宣称货币贬值是不道德的，并把支持稳健货币的立场同关税和爱国情怀联系起来，为麦金莱吸引到至关重要的选民团体支持，得票率创下1872年格兰特获胜后的新高。他向移民和城市工人伸出双手，认可他们在改变美国方面的重要贡献。为了实施这些策略，麦金莱在汉纳帮助下所建立的竞选机构无论规模还是组织严密度都远超以往的美国总统大选。
斯坦利·琼斯指出：“在麦金莱和汉纳的娴熟领导下，共和党不但赢得1896年（大选）的胜利，还确保今后许多年都能占据优势地位。”部分历史、政治学家认为，1896年大选相当于政党选民重组选举，不但令投票模式出现重大变更，还打乱了原有的政治平衡。支持麦金莱的选民除中产和富裕阶层外，还包括城市劳工与富农，这些选民之后数十年间都基本忠于共和党，局面一直到该党连续执政超过三分之一个世纪后才被打破。美国中西部此后数十年都是共和党的大票仓，直到1932年才被民主党人富兰克林·德拉诺·罗斯福打破。
·哈尔·威廉姆斯认为，麦金莱通过演说家和宣传材料拉拢选民，为他赢得选战胜利，选民也依靠所获资料更严格、仔细地审视政党，这在19世纪的美国十分常见。1896年的选民投票率接近80%，同19世纪末的大部分总统大选持平。从此以后，美国总统选举中的选民投票率大幅下降，至今仍保持在相对较低的水平，这主要是因为许多选民在参加过一次总统候选人政治集会或游行后，就逐渐对大选失去兴趣，转为关注无线电台和职业体育比赛。不过，之后仍有候选人在竞选总统期间力图再现1896年的辉煌，沃伦·盖玛利尔·哈定1920年同样采用前门廊竞选活动，甚至从麦金莱故居前院借来旗杆。
威廉·哈平（William D. Harpine）曾研究麦金莱在前门廊竞选活动期间的言辞，在他看来，这位候选人的竞选活动在部分角度已经超越时代：“即便是在广播时代，大部分竞选国家级公职的候选人依然会踏上竞选之旅。早在广播尚未普及的1896年，麦金莱就在没有巡回竞选的情况下达到现代候选人的同等目标。”从传媒角度而言，来自全美各地的代表团前往坎顿登门拜访麦金莱相当于一系列媒体活动，共和党候选人也以此为机遇，将自己的理念通过演讲传达给代表团的同时，也经报纸传递给更多选民。威廉姆斯也有类似看法，称麦金莱的“前门廊竞选活动采用现代科技将75万访客带到他的故乡小镇，并把他的理念传遍全国。”
2000年大选期间，罗夫是德克萨斯州州长乔治·沃克·布什的顾问，他多次在采访中声称，1896年的麦金莱及其竞选活动和2000年的布什及其竞选活动很相似。媒体借题发挥，将罗夫同汉纳相提并论，暗示罗夫就像汉纳控制麦金莱一样控制着布什。威廉姆斯认为，麦金莱1896年的竞选活动对后世有深远影响，其中不但有新的竞选手段，也有新的传播和推销手法，这些新方法还在继续影响今天的选举，一如麦金莱对信息的重视，汉纳对经费的掌控，以及道斯对效率和传播的重视……一个多世纪后，美国人民及其政治领导人仍然能从19世纪90年代发生的事情中学习，这其中的经验和教训时至今日依然有其价值。
哈平认为，麦金莱的个人素质是他赢得选举的关键因素：

麦金莱给人的印象是，他就像内战前的候选人那样毫不刻意地留在家里，淡定地等待人们去推举他。但在1896年夏，麦金莱实际上发起了雄心勃勃、精心设计的竞选活动，聘请能请到的最优秀人才，联络并说服全国选民……身处这样一个中产阶段家庭，以如此随意的形式竞选，令人顿生平易近人之感。成群结队地在坎顿站下车后，选民们发现麦金莱看起来就像他们中随便哪个人一样。很大程度上来说，正是这种能将温和品格通过这些团体传达给新闻界的素质，成就前门廊竞选活动的成功。

## 结果
| 总统候选人         | 政党            | 出身         | 普选票         | 普选票   | 选举人票 | 竞选伙伴                | 竞选伙伴     | 竞选伙伴 |
| 总统候选人         | 政党            | 出身         | 数目           | 比例     | 选举人票 | 副总统候选人            | 出身         | 选举人票 |
| ------------------ | --------------- | ------------ | -------------- | -------- | -------- | ----------------------- | ------------ | -------- |
| 威廉·麦金莱        | 共和党          | 俄亥俄州     | 7,108,480      | 51.03%   | 271      | 加勒特·霍巴特           | 新泽西州     | 271      |
| 威廉·詹宁斯·布莱恩 | 民主党 – 人民党 | 内布拉斯加州 | 6,509,052（1） | 46.70%   | 176      | 阿瑟·休厄尔（2）        | 缅因州       | 149      |
| 威廉·詹宁斯·布莱恩 | 民主党 – 人民党 | 内布拉斯加州 | 6,509,052（1） | 46.70%   | 176      | 托马斯·爱德华·沃森（3） | 乔治亚州     | 27       |
| 约翰·帕尔默        | 国民民主党      | 伊利诺伊州   | 133,537        | 0.96%    | 0        | 西蒙·玻利瓦尔·巴克纳    | 肯塔基州     | 0        |
| 约书亚·里维林      | 禁酒党          | 马里兰州     | 124,896        | 0.90%    | 0        | 黑尔·约翰逊             | 伊利诺伊州   | 0        |
| 查尔斯·马切特      | 社会主义劳工党  | 纽约州       | 36,359         | 0.26%    | 0        | 马修·马奎尔             | 新泽西州     | 0        |
| 查尔斯·尤金·本特利 | 全国禁酒运动    | 内布拉斯加州 | 19,367         | 0.14%    | 0        | 詹姆斯·索斯盖特         | 北卡罗莱纳州 | 0        |
| 其他               | 其他            | 其他         | 1,570          | 0.01%    | —        | 其他                    | 其他         | —        |
| 总计               | 总计            | 总计         | 13,936,957     | 100%     | 447      |                         |              | 447      |
| 获胜需要           | 获胜需要        | 获胜需要     | 获胜需要       | 获胜需要 | 224      |                         |              | 224      |

（1）包括作为人民党候选人所获得的22万2583票。

（2）休厄尔是布莱恩的民主党竞选搭档。

（3）沃森是布莱恩的人民党竞选搭档。

## 脚注
1. ↑  Horner，第169頁.
2. ↑  WMANB.
3. ↑  Dean，第58頁.
4. ↑  Rove，第7頁.
5. ↑  Phillips，第62–63頁.
6. ↑  Rove，第69–75頁.
7. ↑  Rove，第12–13頁.
8. ↑  Horner，第194頁.
9. ↑  Rove，第107–108頁.
10. ↑  Horner，第85頁.
11. ↑  Rove，第83–86頁.
12. ↑  Horner，第85–87頁.
13. ↑  Morgan 1969，第125頁.
14. ↑  Horner，第95–96頁.
15. ↑  Morgan 1969，第126–127頁.
16. ↑  Williams，第24–27頁.
17. ↑  Phillips，第67–68頁.
18. ↑  Morgan 1969，第129–134頁.
19. ↑  Horner，第178–179頁.
20. ↑  Phillips，第68頁.
21. ↑  Leech，第60頁.
22. ↑  Williams，第39頁.
23. ↑  Jones，第6–13頁.
24. ↑  Williams，第27–35頁.
25. ↑  Jones，第46頁.
26. ↑  Rove，第141–144頁.
27. ↑  Leech，第60–62頁.
28. ↑  Williams，第42–43頁.
29. ↑  Jones，第99–101頁.
30. ↑  Rove，第108–110頁.
31. ↑  Croly，第173–176頁.
32. ↑  Rove，第110–115頁.
33. ↑  Horner，第142頁.
34. 1 2  Williams，第57頁.
35. ↑  Walters，第107–109頁.
36. ↑  Jones，第109頁.
37. ↑  Horner，第134–135頁.
38. ↑  Rove，第116–121頁.
39. ↑  Jones，第114–118頁.
40. ↑  Leech，第76–77頁.
41. ↑  Jones，第103頁.
42. ↑  Jones，第145–147頁.
43. ↑  Rove，第163–166頁.
44. ↑  Horner，第158–159頁.
45. ↑  Rove，第215–221頁.
46. ↑  Rove，第227–233頁.
47. ↑  Jones，第161頁.
48. ↑  Jones，第162–173頁.
49. ↑  Leech，第81–83頁.
50. 1 2  Croly，第191頁.
51. 1 2  Jones，第175–176頁.
52. 1 2  Hatfield，第290頁.
53. ↑  Rove，第240–242頁.
54. 1 2  Rhodes，第19頁.
55. ↑  Rove，第248–252頁.
56. ↑  Coletta，第119–120頁.
57. 1 2 3  Phillips，第74頁.
58. ↑  Coletta，第143頁.
59. ↑  Horner，第179–180頁.
60. ↑  Williams，第129頁.
61. ↑  Horner，第187–188頁.
62. ↑  Jones，第244, 262頁.
63. ↑  Morgan 1969，第508–509頁.
64. ↑  Horner，第186–191, 210頁.
65. ↑  Williams，第136–137頁.
66. ↑  Horner，第193–200頁.
67. ↑  Jones，第276–279頁.
68. ↑  Morgan 1969，第516–517頁.
69. ↑  Jones，第279頁.
70. ↑  Williams，第194頁.
71. 1 2  Jones，第287頁.
72. ↑  Leech，第87頁.
73. ↑  Rove，第244–245頁.
74. ↑  Williams，第130–131頁.
75. 1 2  Williams，第131頁.
76. ↑  Jones，第283頁.
77. ↑  Rove，第311–315頁.
78. ↑  Horner，第208–209頁.
79. ↑  Taliaferro，第307頁.
80. ↑  Morgan 1969，第515–516頁.
81. ↑  Williams，第134頁.
82. ↑  Williams，第129–130頁.
83. ↑  Morgan 1969，第508頁.
84. 1 2  Horner，第202頁.
85. ↑  Rove，第313–314頁.
86. ↑  Morgan 1969，第509頁.
87. ↑  Dean，第23頁.
88. ↑  Horner，第204頁.
89. ↑  Jones，第281–288頁.
90. ↑  Morgan 1969，第510頁.
91. ↑  Phillips，第75頁.
92. ↑  Connolly，第26–27頁.
93. ↑  Jones，第177頁.
94. ↑  Horner，第127頁.
95. ↑  Williams，第97–98頁.
96. 1 2  Williams，第120–122頁.
97. ↑  Rove，第318–319頁.
98. ↑  Williams，第141–142頁.
99. ↑  Rove，第331–332頁.
100. 1 2  Williams，第142–145頁.
101. ↑  Rove，第349–351頁.
102. ↑  Jones，第332頁.
103. ↑  Morgan 1969，第520–521頁.
104. ↑  Williams，第147–149頁.
105. ↑  Morgan 2003，第185–186頁.
106. ↑  Morgan 1969，第521頁.
107. 1 2  Williams，第151–153頁.
108. ↑  Morgan 1969，第522頁.
109. ↑  Jones，第243–244頁.
110. ↑  Williams，第149頁.
111. ↑  Jones，第345–346頁.
112. ↑  C-SPAN.
113. ↑  Rove，第365–369頁.
114. ↑  Jones，第346頁.
115. ↑  Williams，第xi, 152–153頁.
116. ↑  Jones，第347–348頁.
117. ↑  Williams，第168–170頁.
118. 1 2  Harpine，第74頁.
119. ↑  Harpine，第85頁.
120. ↑  Williams，第170–171頁.
121. ↑  Horner，第1–3頁.
122. ↑  Williams，第171頁.
123. ↑  Harpine，第87頁.
124. ↑  美国国家档案和记录管理局.
125. ↑  1896年美国总统选举普选结果.